# Castell de Raïmat
Castell de Raïmat, o Castell de Raymat és un edifici de Raimat, al municipi de Lleida, declarat bé cultural d'interès nacional.

## Descripció
Sobre un turó que domina les terres de Raïmat es troba aquest edifici de planta rectangular amb una torre circular en una cantonada. Consta de planta baixa i dos pisos. A la façana principal s'obren tres obertures: a un costat hi ha una porta d'arc de mig punt adovellada i al centre i l'altre costat dues grans finestres d'arc pla. Als pisos superiors s'obren 3 finestres per pis en els mateixos eixos que les obertures de la planta baixa. La teulada és a quatre vessants i d'una cantonada, en diagonal amb la torre, s'alça una petita torre quadrangular d'un pis més. A la façana posterior hi ha una construcció annexa de planta baixa i un pis.

## Història
El castell d'origen àrab de Raïmat fou atorgat a Guerau de Jorba (cavaller que acompanyà Ramon Berenguer IV). La primera referència n'és del 1157. Posteriorment, passà a la Pia Almoina de la Seu de Lleida. Després de la desamortització, el lloc de Raïmat s'incorporà a la ciutat de Lleida i, ja al segle xx, passà als Raventós-Codorniu. Entre 1932 i 1935 Rafael Masó va fer una intervenció, encarregada pel Jesús Raventós, que afectà la planta noble del Castell: el vestíbul, sala de pas i menjador on també hi va dissenyar la llar de foc i diversos mobles. L'edifici està en molt bon estat de conservació. L'actual propietària és l'Elena de Carandini Raventós, 16a generació dels Raventós- Codorniu.